# Boston Open 2017
Die Boston Open 2017 im Badminton fanden vom 5. bis zum 7. Mai 2017 im Rockwell Cage des Massachusetts Institute of Technology in Cambridge statt.

## Sieger und Platzierte
| Disziplin    | Gold                              | Silber                        | Bronze                      |
| ------------ | --------------------------------- | ----------------------------- | --------------------------- |
| Herreneinzel | Chan Kwong Beng                   | Mark Alcala                   | Sheng Lyu                   |
| Herreneinzel | Chan Kwong Beng                   | Mark Alcala                   | Yoga Pratama                |
| Dameneinzel  | Zhang Beiwen                      | Jamie Hsu                     | Jamie Subandhi              |
| Dameneinzel  | Zhang Beiwen                      | Jamie Hsu                     | Yi Tai                      |
| Herrendoppel | Howard Bach Leonard Holvy de Pauw | Charles Gu Mu He              | Hock Lai Lee Yoo Yong-sung  |
| Herrendoppel | Howard Bach Leonard Holvy de Pauw | Charles Gu Mu He              | Mark Alcala Sheng Lyu       |
| Damendoppel  | Jing Yu Hong Zhang Beiwen         | Jenna Gozali Meisy Jolly Lee  | Jamie Hsu Jamie Subandhi    |
| Damendoppel  | Jing Yu Hong Zhang Beiwen         | Jenna Gozali Meisy Jolly Lee  | Nicole Frevold Monika Szöke |
| Mixed        | Yoo Yong-sung Jenna Gozali        | Rangga Rianto Meisy Jolly Lee | Jay Subagja Shreya Bose     |
| Mixed        | Yoo Yong-sung Jenna Gozali        | Rangga Rianto Meisy Jolly Lee | Charles Gu Yi Tai           |